# Araneus ishisawai
Araneus ishisawai là một loài nhện trong họ Araneidae.
Loài này thuộc chi Araneus. Araneus ishisawai được Kyukichi Kishida miêu tả năm 1920.